# Trespoux-Rassiels
Trespoux-Rassiels település Franciaországban, Lot megyében. Lakosainak száma 828 fő (2022. január 1.). Trespoux-Rassiels Cahors, Cambayrac, Labastide-Marnhac, Pradines, Saint-Vincent-Rive-d’Olt és Villesèque községekkel határos.

## Népesség
A település népessége az elmúlt években az alábbi módon változott:
| Lakosok száma | 135  | 419  | 574  | 725  | 803  | 809  | 812  | 809  | 811  | 828  |
|               | 1968 | 1982 | 1990 | 2006 | 2013 | 2015 | 2017 | 2019 | 2020 | 2022 |